# Zavnīq
Zavnīq (persiska: ذَوينَق, زونِه, زَوَنَق, زُّنَق, زَوَنيق, زونیق, Z̄avīnaq) är en ort i Iran.   Den ligger i provinsen Zanjan, i den nordvästra delen av landet, 270 km väster om huvudstaden Teheran. Zavnīq ligger 1 788 meter över havet och antalet invånare är 442.
Terrängen runt Zavnīq är platt åt nordost, men åt sydväst är den kuperad. Runt Zavnīq är det ganska glesbefolkat, med 34 invånare per kvadratkilometer. Närmaste större samhälle är Qīdar, 16,5 km sydost om Zavnīq. Trakten runt Zavnīq består i huvudsak av gräsmarker.